# NGC 7453
NGC 7453 је тројна звезда у сазвежђу Водолија која се налази на NGC листи објеката дубоког неба.
Деклинација објекта је - 6° 21' 14" а ректасцензија 23h 1m 25,6s. Привидна величина (магнитуда) објекта NGC 7453 износи 15,5.